# Kapliczki przydrożne na Wildzie w Poznaniu
Kapliczki przydrożne na Wildzie – zabytkowe kapliczki zlokalizowane na Wildzie w Poznaniu.

## Geneza
Kapliczki stanowiły cenny dla lokalnej społeczności obiekt kultu religijnego i przestrzenny punkt orientacyjny. Kapliczki położone obecnie na terenie miasta Poznania są pozostałościami po dawnych wsiach przyłączonych do miasta. Dotyczy to również Wildy, połączonej w 1900 roku z Poznaniem. Na Wildzie zachowały się dwa takie obiekty.

## Kapliczka Serca Pana Jezusa
Usytuowana  przy ul. Władysława Sikorskiego, dawniej ul. Strumykowej, na Wildzie w Poznaniu. Administracyjnie na terenie jednostki pomocniczej miasta Poznania "Osiedle Wilda". Stoi obok domu zbudowanego w 1890 z muru pruskiego, który jest młodszy od kapliczki. Fundatorem była bamberska rodzina Handschuhów. Pierwotnie w kapliczce stała figura św. Wawrzyńca zniszczona przez Niemców w 1939. Górną część ozdabiają uskokowe gzymsy na których spoczywa czterospadowy daszek pokryty blachą, zwieńczony stylizowanym krzyżem-gwiazdą. We frontowej ścianie znajduje się wnęka z okienkiem, zamknięta od góry półkoliście. Otoczona z dwóch stron ozdobnym, żeliwnym ogrodzeniem. Kapliczka znajduje się na obszarze parafii pw. Maryi Królowej.

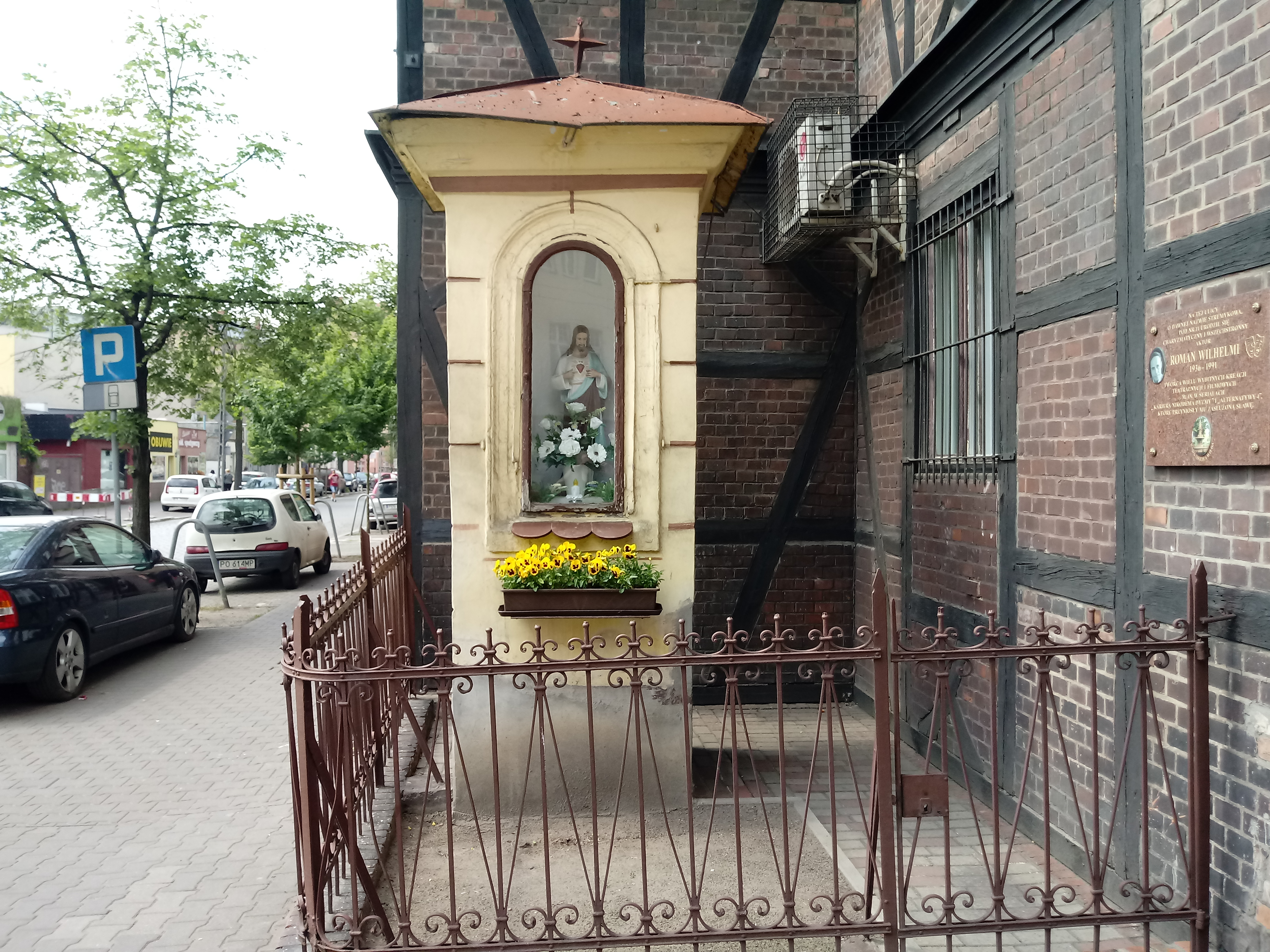

Na mapach: 52°23′32,6″N 16°55′11,1″E/52,392389 16,919750

## Kapliczka Serca Jezusowego
Usytuowana  przy ul. Dolna Wilda na Wildzie w Poznaniu. Administracyjnie na terenie jednostki pomocniczej miasta Poznania "Osiedle Wilda". Wybudowana ok. 1667 w miejscu, w którym znajdowała się szubienica miejska. Odnowiona w 1927 dzięki staraniom Stowarzyszenia Porządku Publicznego na Wildzie. W czasie ostatniej wojny uległa zniszczeniu. Odbudowana została w 1966 przez robotników Wildy z okazji 1000-lecia Chrztu Polski. Wówczas wmontowano w nią uratowaną tablicę fundacyjną z roku 1927. Część dolna kapliczki wkomponowana jest w krótki mur, pozostałość po znacznie dłuższym murze, zlikwidowanym w 2017 podczas budowy kompleksu budynków biurowych należących do urzędu skarbowego. Kapliczkę poddano wtedy renowacji. Jest otynkowana i zwieńczona dwuspadowym daszkiem z metalowym krucyfiksem. Pod okapem daszku widnieją daty: 966-1966. W głębokiej i oszklonej wnęce znajduje się obraz Serca Jezusa. Poniżej półeczki na kwiaty znajduje się żeliwna tablica z inskrypcją: 
"KAPLICZKA PAMIĄTKOWA FUNDACJI/ STOWARZYSZENIA PORZĄDKU PUBLICZNEGO/ POZNAŃ - WILDA DNIA 5 CZERWCA 1927 R"
W dolnej partii kapliczki umieszczona jest płyta w murze z napisem:
"SERCE JEZUSA/ NADZIEJO DROGA, POKOJU ŚWIATA/ ZMIŁUJ SIĘ NAD NAMI"
Poniżej znajduje się tekst modlitwy: 
"Jezu, spraw byśmy się wszyscy wzajem miłowali i w każdym człowieku twarz Twą oglądali, byśmy ubogim serce okazali i wszystkich ludzi dla Ciebie kochali. O pokój dla świata ze łzami błagamy, wysłuchaj próśb naszych Stwórco nasz łaskawy, obdarz świat pokojem, tak Ciebie błagamy. Amen".
W dolnej partii płyty mieści się napis: 
"KAPLICA PAMIĄTKOWA/ POMNIK 1000-LECIA CHRZTU POLSKI/ ZBUDOWANA OK. 1667 R. ODNOWIONA 1927 R./ ODBUDOWANA W ROKU MILLENIJNYM 17. IV 1966/ W HOŁDZIE SERCU JEZUSOWEMU CZCICIELE/ ROBOTNICY DZIELNICY POZNAŃ WILDA"
Po bokach głównej tablicy wyjaśniającej historię obiektu znajdują się płyty ozdobne, piaskowcowe z medalionami; na lewym w otoku znajduje się napis:
"MILLENIUM + POLONIAE" z datą w środku: "966"; na prawym w otoku napis:
"W NOWE TYSIĄCLECIE + IDZIEMY Z TOBĄ PANIE" z datą w środku: "1966".

Kapliczka znajduje się na obszarze parafii pw. Zmartwychwstania Pańskiego.

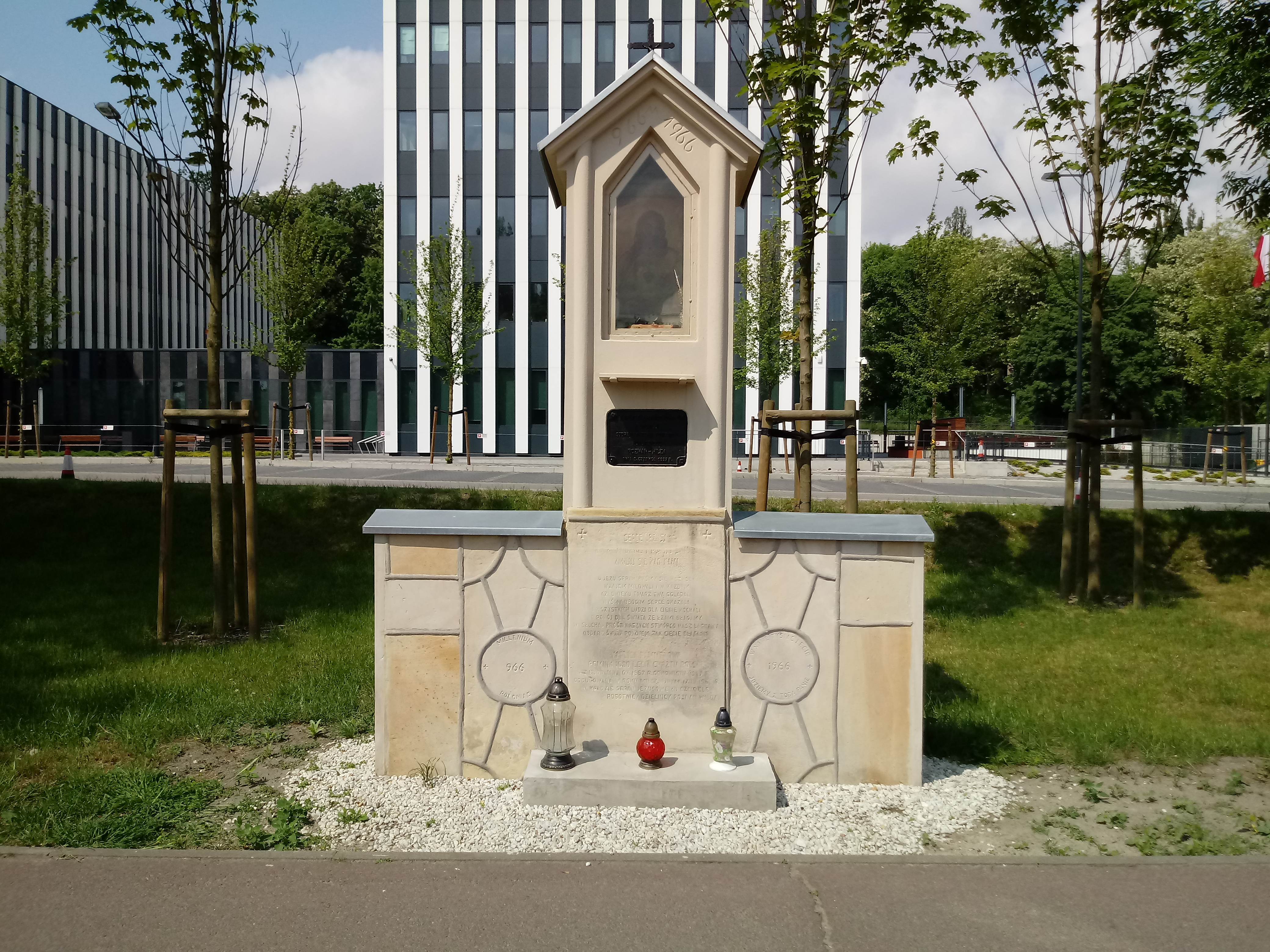

Na mapach: 52°23′20,0″N 16°55′25,8″E/52,388889 16,923833